# Macrorrhyncha thracica
Macrorrhyncha thracica är en tvåvingeart som beskrevs av Bechev 1997. Macrorrhyncha thracica ingår i släktet Macrorrhyncha och familjen platthornsmyggor. Inga underarter finns listade i Catalogue of Life.